# Шэньянский военный округ

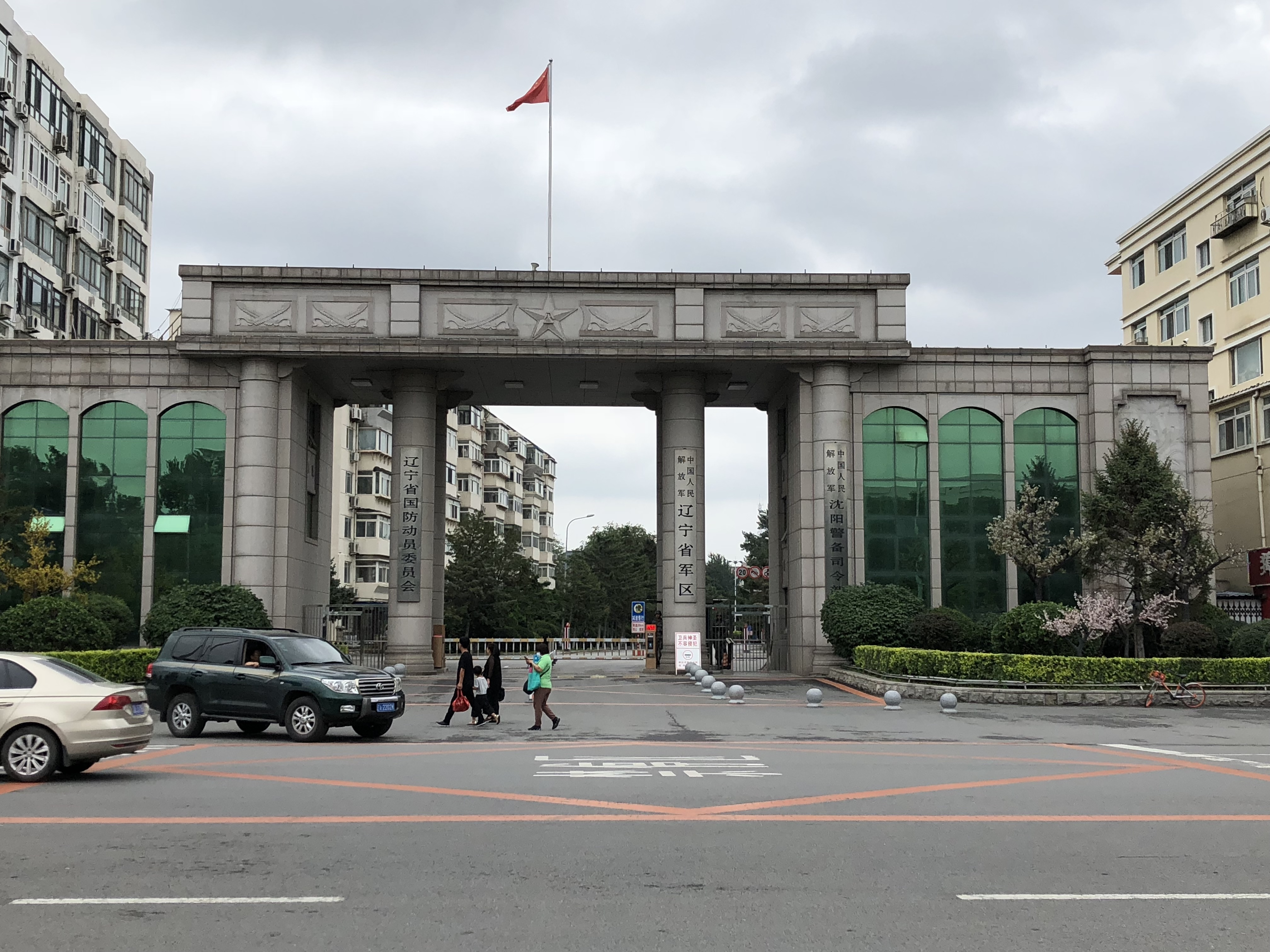
Штаб военного округа провинции Ляонин, находящийся в подчинении Шэньянского военного округа

Шэньянский военный округ — один из семи бывших военных округов КНР. Расположен на северо-востоке Китая, в его состав входили вооружённые силы в провинциях Цзилинь, Хэйлунцзян и Ляонин. Штаб находился в городе Шэньян.
По данным Международного института стратегических исследований, на территории округа в 2006 году размещались три общевойсковые армии, насчитывающие в общем около 250 тысяч человек. Командующий округом — Чжан Юся, комиссар округа — Хуан Сяньчжун.
В июле 2009 года на полигоне Таонань Шэньянского военного округа проходили совместные российско-китайские антитеррористические учения «Мирная миссия — 2009».
1 февраля 2016 года округ расформирован. Воинские части вошли в состав новообразованного Северного военного округа.

## Командующие
- 1955—1959 Дэн Хуа
- 1959—1973 Чэнь Силянь
- 1973—1985 Ли Дэшэн
- 2004—2007 Чан Ваньцюань
- 2007—2012 Чжан Юся